# Sadus
Sadus est un groupe de thrash metal technique américain, originaire d'Antioch, en Californie. Le nom du groupe provient du roman de science-fiction Dune de Franck Herbert et signifie « juge ». L'activité du groupe est actuellement inconnue.
Dans les années 1980 régnaient le glam rock et le thrash metal, plus particulièrement le Bay Area thrash metal. C'était l'époque des groupes comme Possessed, Testament, Violence et Exodus, et Sadus, un des rares groupes à survivre à la fin de la mode du thrash des années 1990 quand les labels se tournèrent majoritairement vers le black metal et le punk hardcore.

## Biographie

### Débuts (1984–1990)
Formé en 1984 à l'université d'Antioch, en Californie, Sadus commence avec quatre membres, Daren Travis au chant et à la guitare, Rob Moore à la guitare, Steve DiGiorgio à la basse et Jon Allen à la batterie. En 1986, Sadus commence à percer avec sa première démo Death to Posers (ou D.T.P.), suivie par Certain Death en 1987. Avec ces démos, le groupe Sadus se fait très vite un nom dans la scène Underground, ce qui lui permet de présenter deux chansons dans la compilation de metal Raging Death, publiée en 1987.
En 1988, le groupe sort son premier album Illusions, produit par John Marshall, guitariste du groupe Metal Church et enregistré à Richmond en Virginie,. Cet album se vendu à peu près à sept mille exemplaires ce qui permet au groupe de signer chez Roadrunner Records. À la fin de 1990, Sadus enregistre son deuxième album Swallowed in Black enregistré à Berkeley en Californie. Ce deuxième album ouvre alors à Sadus les portes de la grande scène métal, notamment grâce à des tournées avec Obituary et Sepultura.

### Succès (1991–1995)
Sadus obtient vraiment l’attention du public en 1991, l’année où ils « prêtent » Steve DiGiorgio (le bassiste) à Death (groupe phare de la scène death metal) pour l’album Human. Avec l’excellente performance de Steve DiGiorgio, les fans de Death commencent à s'intéresser fortement à Sadus. En conséquence, Roadrunner Records trouve le moment opportun pour rééditer le 11 novembre 1991 l’album Illusions, rebaptisé Chemical Exposure. L'été suivant, le groupe fait une tournée européenne avec Morbid angel.
En 1992, Sadus débarque en force avec le mature, technique et toujours aussi agressif A Vision of Misery enregistré à Concord en Californie. C’est un succès magistral. Néanmoins, le groupe quitte le Roadrunner Records et part pour une tournée en Europe sans label. En 1993, Steve DiGiorgio (bassiste) part enregistrer un second album avec Death, Individual Thought Patterns, il tourne toute l’année avec Death et quitte son groupe d’origine Sadus peu après. En 1994, Steve DiGiorgio accepte de revenir dans Sadus mais seulement pour quelques concerts et pour l’enregistrement d'une démo. Laquelle connait un énorme succès. Au même moment, Rob Moore (guitariste) quitte le groupe. Cependant et en dépit de ce départ, le groupe décide de continuer et de devenir un trio. En 1995, le groupe signe chez Mascot Records, et Steve DiGiorgio revient officiellement au sein de Sadus.

### Elements of Anger(1996–2005)
En 1997, toujours en trio, Sadus enregistre à Richmond Elements of Anger, produit par Scott Burns, publié au label Mascot Records,. La même année sort une compilation de titres remastérisés issus des trois premiers albums. En 2000, Sadus semblerait de nouveau en pause, DiGiorgio et Allen accepte une invitation pour se joindre à Testament.

### Out for Blood(depuis 2006)
Sadus continue de connaître un grand succès. Bien que Steve Digiorgio ait rejoint Testament le groupe réussit à jouer à Santiago, au Chili en 2004, une performance filmée et publiée sous le titre Live In Santiago/Chile en 2005 par Rawforce Productions. En décembre 2005, Sadus annonce la sortie d'un nouvel album intitulé Out For Blood pour février 2006 au label Mascot Records. L'album est enregistré aux Trident Studios en California, et est en préproduction aux Pays-Bas. La pochette de l'album est réalisée par Travis Smith et Chuck Billy. En septembre 2006, Obituary et Sadus sont confirmés pour le Monterrey Metal Fest du samedi 18 novembre 2006 au Coca Cola Auditorium à Monterrey, Nuevo Leon, au Mexique.
Ils effectuent une tournée anniversaire en 2009 Silver and Blood, Anniversary World tour 1984-2009. Cette même année, ils jouent au Party San Open Air en Allemagne. En 2015, ils publient un album live de leur performance au Chili intitulé Live in Chili.

## Membres

### Membres actuels
- Darren Travis - guitare, chant (depuis 1984)
- Steve DiGiorgio - basse) (Autopsy, Scariot, Freak Neil Inc., Sebastian Bach and Friends, Artension, Control Denied, Dark Hall, Death, Dragonlord, Funeral, Iced Earth, Suicide Shift, Quo Vadis, Testament, Vintersorg, Charred Walls of the Damned, [utures End, Synesis Absorption) (depuis 1984)
- Jon Allen - batterie (Dragonlord,Testament, Futures End (depuis 1984)

### Ancien membre
- Rob Moore - guitare (1984–1993)

## Discographie

### Albums studio
- 1988 : Illusions
- 1990 : Swallowed in Black
- 1991 : Chemical Explosure
- 1992 : A Vision of Misery
- 1997 : Elements of Anger
- 2006 : Out for Blood
- 2023 : The Shadow Inside

### Autres
- 1986 : Death to Posers (cassette)
- 1987 : Certain Death (cassette)
- 1989 : The Wake of Severity (cassette)
- 1994 : Red Demo (cassette)
- 1997 : Chronicles of Chaos (compilation)
- 2003 : DTP Demo 1986 (compilation)